# Feldhockey-Weltmeisterschaft der Damen 1976

Briefmarke 1976 der Deutschen Bundespost Berlin

Die 2. Ausgabe der Feldhockey-Weltmeisterschaft der Damen fand vom 21. bis 30. Mai 1976 in West-Berlin statt. Mit Nigeria nahm auch ein afrikanisches Team teil.

## Teilnehmer
| Gruppe A       | Gruppe A    | Gruppe A   | Gruppe A   | Gruppe A | Gruppe A |
| -------------- | ----------- | ---------- | ---------- | -------- | -------- |
| Belgien        | Niederlande | Mexiko     | Italien    | Schweiz  |          |
| Gruppe B       |             |            |            |          |          |
| BR Deutschland | Argentinien | Frankreich | Österreich | Spanien  | Nigeria  |

## Gruppenphase

### Gruppe A
| Rang | Land        | Spiele | S | U | N | Tore | Punkte |
| ---- | ----------- | ------ | - | - | - | ---- | ------ |
| 1    | Niederlande | 4      | 4 | 0 | 0 | 23:3 | 8      |
| 2    | Belgien     | 4      | 3 | 0 | 1 | 14:4 | 6      |
| 3    | Mexiko      | 4      | 1 | 1 | 2 | 2:12 | 3      |
| 4    | Schweiz     | 4      | 0 | 2 | 2 | 2:11 | 2      |
| 5    | Italien     | 4      | 0 | 1 | 3 | 1:12 | 1      |

| Mannschaft 1 | Mannschaft 2 | Ergebnis |
| ------------ | ------------ | -------- |
| Niederlande  | Belgien      | 4:3      |
| Niederlande  | Italien      | 5:0      |
| Belgien      | Schweiz      | 3:0      |
| Schweiz      | Mexiko       | 1:1      |
| Niederlande  | Schweiz      | 6:0      |
| Italien      | Schweiz      | 1:1      |
| Belgien      | Mexiko       | 3:0      |
| Mexiko       | Italien      | 1:0      |
| Niederlande  | Mexiko       | 8:0      |
| Belgien      | Italien      | 5:0      |

### Gruppe B
| Rang | Land           | Spiele | S | U | N | Tore | Punkte |
| ---- | -------------- | ------ | - | - | - | ---- | ------ |
| 1    | BR Deutschland | 5      | 5 | 0 | 0 | 21:1 | 10     |
| 2    | Argentinien    | 5      | 4 | 0 | 1 | 18:3 | 8      |
| 3    | Frankreich     | 5      | 3 | 0 | 2 | 13:6 | 6      |
| 4    | Spanien        | 5      | 2 | 0 | 3 | 7:12 | 4      |
| 5    | Österreich     | 5      | 1 | 0 | 4 | 3:10 | 2      |
| 6    | Nigeria        | 5      | 0 | 0 | 5 | 0:30 | 0      |

| Mannschaft 1   | Mannschaft 2 | Ergebnis |
| -------------- | ------------ | -------- |
| Spanien        | Nigeria      | 5:0      |
| BR Deutschland | Österreich   | 1:0      |
| Argentinien    | Spanien      | 4:0      |
| Frankreich     | Spanien      | 3:0      |
| BR Deutschland | Frankreich   | 3:0      |
| Spanien        | Österreich   | 2:0      |
| Argentinien    | Nigeria      | 8:0      |
| Argentinien    | Österreich   | 3:0      |
| BR Deutschland | Nigeria      | 9:0      |
| Frankreich     | Österreich   | 4:1      |
| BR Deutschland | Spanien      | 5:0      |
| Österreich     | Nigeria      | 2:0      |
| Argentinien    | Frankreich   | 2:0      |
| Frankreich     | Nigeria      | 6:0      |
| BR Deutschland | Argentinien  | 3:1      |

## Platzierungsspiele
Spiele um Platz 9–11
| Österreich | – Italien | 1:0 |

| Italien | – Nigeria | 3:2 n. 7m (1:1) |

Spiele um Platz 5–8
| Spanien | – Mexiko | 3:1 |

| Frankreich | – Schweiz | 1:0 |

Spiel um Platz 7
| Schweiz | – Mexiko | 0:1 |

Spiel um Platz 5
| Spanien | – Frankreich | 3:0 |

## Finalspiele
Halbfinale
| Argentinien | – Niederlande | 4:3 n. 7m (0:0) |

| Belgien | – BR Deutschland | 1:3 |

Spiel um Platz 3
| Niederlande | – Belgien | 1:0 |

Finale
| BR Deutschland | – Argentinien | 2:0 |

## Endklassement
| Platz | Land           |
| ----- | -------------- |
| 1     | BR Deutschland |
| 2     | Argentinien    |
| 3     | Niederlande    |
| 4     | Belgien        |
| 5     | Spanien        |
| 6     | Frankreich     |
| 7     | Mexiko         |
| 8     | Schweiz        |
| 9     | Österreich     |
| 10    | Italien        |
| 11    | Nigeria        |

## Weltmeisterinnen
Margit Müller, Evi Eckert, Ingrid Bruckert, Steffi Drescher, Heidemarie Klimpel, Birgit Hahn, Gudrun Neumann, Christel Lau, Birgitte Welzel, Gaby Appel, Uschi Keimer, Birgit Hagen, Elisabeth von Ladiges, Christl Behr, Gudrun Scholz

## Weblink
- WM 1976 auf FIH.ch